# 敖溪镇
敖溪镇，是中华人民共和国贵州省遵义市余庆县下辖的一个乡镇级行政单位。

## 行政区划
敖溪镇下辖以下地区：
胜利社区、指挥村、官仓村、什字村、柏林村和大坪村。